# Concili I de Saragossa (380)
El concili Caesar-Augustanum es va celebrar a Saragossa l'any 380, convocat pels Bisbes d'Aquitània, en la confrontació contra els Priscil·lianistes, que formaven una secta amb els dogmes dels Gnòstics, dels Maniqueus i dels Sabel·lians.

## Motiu del Concili
Aquesta heretgia va tenir com a autor un anomenat Marció, nascut a Memphis, a l'Egipte, essent un 'gran màgic' i deixeble dels Maniqueus. Els dogmes dels Priscil·lianistes eren una mescla de tot gènere d'errors però particularment sobre els dels Maniqueus i dels Gnòstics. Sobre la Trinitat seguien als Sabel·lians, adoctrinant que el Pare, el Fill i l'Esperit Sant no eren més que una Persona. Volien, com Pau de Samòsata i Foltí que Jesucrist no havia existit abans de néixer de la Verge. No volien, com Marció i Maniqueu, que hagués pres veritablement una naturalesa humana i eren enemics de la Creu i de la Resurrecció.
Deien:
- que el Diable havia sortit del caos i de les tenebres eternes i que no procedia de ningú
- que era el principi del mal
- que era l'amo dels llamps, dels trons, i de les tempestats
- que les ànimes eren de Naturalesa Divina i suposaven que havien pecat en el Cel
- que a causa de això, van caure a la Terra a les mans de diversos prínceps i de potències a l'aire, les quals varen tancar-les dins dels cossos.

Aquests prínceps eren el Dimoni a qui atribuïen la creació de l'home, d'on procedeix que avorrien l'ús del matrimoni. Prohibien menjar carn d'animals com cosa impura i no creien en la resurrecció de la carn.
Sant Agustí qualifica a Priscil·lià d'ésser un impiu, condemnat per heretgies i delictes horribles. Els seus misteris no eren menys infames que els dels Maniqueus que excedien tot el que es podia imaginar però prenien compte per ocultar-se dels demès. Priscil·lià, que donà el nom a aquesta secta, era de naixement il·lustre i tenia moltes riqueses. Amb un geni viu i eloqüent i un gran coneixement de les ciències humanes a més de molta facilitat en la retòrica però la seva vanitat era extrema. Deixant-se sorprendre per la doctrina de Marció i d'Elpidi, va atreure molts altres amb els seus discursos artificiosos i amb els seus afalacs, essent les dones les que van augmentar principalment el nombre dels seus deixebles. En poc temps aquesta heretgia es va estendre per tot Espanya.

## Celebració del Concili
Es va convocar l'any 379 i va prendre el nom de l'autor. Alguns bisbes es van enardir de l'objectiu del concili i Instanci i Salvià, Idaci (bisbe de Mèrida) a Lusitània, entre d'altres, varen emprendre la causa de l'Església amb gran zel però per falta de prudència manca de moderació es va augmentar el mal, més que aturar-l'ho. Després de moltes disputes entre Idaci i els Priscil·lianistes, agrupant-se els bisbes d'Aquitània amb els d'Espanya l'any 380, es va tractar en aquest Concili l'assumpte dels Priscil·lianistes. S'ignoren les particularitats del concili però se sap que aquests heretges no es van atrevir a presentar-se al judici dels bisbes. Malgrat això, no va impedir la seva absència que fossin condemnats pel Concili, principalment els bisbes Instanci i Salvià, i Priscil·lià i Elpidi, seculars. També va ser excomunicat Higini de Còrdova. Idaci va tenir ordre de publicar pertot arreu el Decret dels Bisbes però Instancià i Salvià, lluny de subjectar-se a aquesta sentència, varen alçar la insígnia de la seva revolució, fent a Priscil·lià, bisbe d'Àvila.
Només es té un fragment d'aquest Concili, on es veuen els noms de dotze bisbes i vuit cànons. Al tercer d'aquests cànons, hi consta que es pot rebre l'Eucaristia a l'Església, sense permetre que es portés a les cases com es permetia anteriorment.